# 角田城
角田城（かくだじょう）は、宮城県角田市角田（陸奥国伊具郡）にあった日本の城。仙台藩における元和の一国一城令後の21要害の一つで、以後は角田要害と称した。金鶏館とも称した。

## 概要隆
角田城は、永禄年間（1558年-1570年）、伊達氏の家臣田手宗光が築城した。
角田城を巡って伊達晴宗と相馬氏・亘理氏（伊達稙宗派）の争奪戦が繰り広げられた。亘理宗光は伊達稙宗が岩城氏（岩城親隆）との和睦を後押ししていた相馬氏と通じて反旗を翻した。晴宗の隠居で家督を継いだ伊達輝宗は後に角田城を奪い、父と異なり伊達晴宗・輝宗に従った宗光の子田手宗時が城主となった。
しかし、天正10年（1582年）に宗時は戦死した。そのため同19年（1591年）には政宗の家臣伊達成実が二本松城より移ったが、文禄4年（1595年）成実は出奔し、城は政宗により接収を受けた。
慶長3年（1598年）、政宗の叔父・石川昭光が1万石を領し、石川氏が明治維新まで在住した。
明治元年（1868年）12月、角田地域を含む白石に戊辰戦争で朝敵となった盛岡藩南部氏が減封の上で移封された（白石藩）。以降数年間、角田要害は南部氏によって管理された。
明治4年（1872年）11月、仙台県に編入されるまで県庁舎として使用された。
現在は宮城県角田高等学校の敷地となっていて、高校の入口付近に石碑が建っている。城門であった「臥牛門」は長泉寺（宮城県角田市角田字長泉寺69）に移設され、角田市指定有形文化財に指定されている。